# Ламек (остров)

Остров Ламек (на английски: Lamèque Island; на френски: Île Lameque) е най-големият остров в провинция Ню Брунсуик. Площта му е 150 km², която му отрежда 127-о място сред островите на Канада.
Островът се намира в западната част на залива Сейнт Лорънс, като заедно с намиращия се северно от него остров Миско, загражда от изток залива Шальор. На юг двата малки залива Шипеган и Карибу отделят острова от континенталната част на провинцията, а на север протока Миско и залива Миско Харбър го отделят от по-малкия остров Миско.
Бреговата линия с дължина 101 km е силно разчленена. За разлика от източното крайбрежие, което е праволинейно без никакви заливи, то по западното и особено по югозападното крайбрежие има множество удобни заливи, разделени помежду си от полуострови. Тук най-голям залив е Ламек. Дължината на острова от север на юг е 21 км, а максималната му ширина – 12 км.
Релефът е равнинен, като само отделни ниски заоблени възвишения надхвърлят височина от 20 м. Има няколко малки езера, като най-голямото е езерото Гран Лак в югоизточната част на острова, което е дълго 2,3 км, а максималната му ширина достига до 600 м. Голяма част от острова е заблатена.
На острова има 15 малки селища, разположени само по крайбрежието: 5 на източното крайбрежие, а останалите на югозападното и западното. Най-голямото от тях е Ламек, в което през 2001 г. живеят 1580 души. Основният поминък на населението на острова е риболова, добива на торфен мъх от множеството блата и през последните години обслужването на множеството туристи практикуващи спортовете уиндсърф, кайтсърф и сноукайтинг, за които има идеални условия край бреговете на острова.
На юг остров Ламек е свързан с континенталната част на Канада чрез 1000-метров насип (дамба) през протока, отделящ го от континента, като в средата на протока е построен 200-метров подвижен мост, по който е прокарано шосе. Подобно съоръжение има и на север с дължина 2 км, което го свързва с остров Миско, като тук мостът е дълъг 500 м и не е подвижен.
Островът е открит в края на юли 1534 г. от френския мореплавател Жак Картие по време на първото му плаване за търсене на т.нар. „Северозападен морски проход“.